# Heidi Albertsen
Heidi Albertsen (født 1. september 1976) er en dansk model. Hun er goodwill-ambassadør for Life Project for Africa og Lower Eastside Service Center.

## Tidlige liv
Albertsen blev født i København, Danmark. Hendes første job, i en alder af 10, var at gå med aviser i hendes hjemby København. Senere arbejdede hun som opvasker på en restaurant, hos en slagter og solgte også chokolade i en slikbutik. Som en ung pige, kæmpede Albertsen med fedme, men til sidst lykkedes det hende at komme af med vægten, hvorefter hun siger, hun blev "kraftigt opfordret til at gå ind i modelbranchen."
I en alder af 17, blev Albertsen vinder af 1993 Elite Model Look World Final, den årlige modelkonkurrence afholdt af Elite Model Management, der tiltrækker mere end 350.000 deltagere hvert år fra 800 byer i 70 lande på tværs af 5 kontinenter. Inden for få uger, flyttede hun til Manhattan for at starte sin nye karriere som supermodel.

## Karriere
Albertsen har under hele sin karriere optrådt i reklamer i blade og på tv. Siden midten af 1990'erne har hun medvirket i modeshows, blade, film og reklamer rundt omkring i verden. Hun er blevet set i og på forsiden af Vogue, Harper's Bazaar, Elle, Sports Illustrated, Cosmopolitan, Vanity Fair, Shape, Woman, M!, og adskillige fitness-blade.
Hun har været hovedmodellen i talrige kampagner for La Perla, L'Oréal, Guess, Nicole Miller, Roberto Cavalli og Victoria's Secret. Hun har optrådt på MTV, E-Channel, Oxygen, Good Morning America og andre shows. Albertsen har også arbejdet for bl.a. American Express, Armani, Comme des Garçons, Clairol, Dove, Fruit of the Loom, Neutrogena, og Vera Wang.
Fitness magazine udnævnte hende til Body of the Year i 2000.
Albertsen har udtalt, at nogle af hendes foretrukne fotosessioner omfatter dem med hendes ven og designer, Nicole Miller; fotograf Albert Watson I Nice, Frankrig og fotograf Fabrizio Ferri i Milano, Italien, begge for Escada; og med fotograf Antoine Verglas for en Max magazine-forside og kalender.
Ud over hendes optrædener i reklamer i blade og på tv, har hun medvirket I film, bl.a. arbejdede hun sammen med Nicolas Cage i National Treasure, Ben Stiller i Zoolander, og blev instrueret af Woody Allen i Celebrity, og har også medvirket i en David Breashears IMAX-film, Kilimanjaro: To the Roof of Africa for National Geographic Society.
Albertsen blev I 2000 valgt af Breashears til at være en del af teamet der skulle bestige Kilimanjaro, verdens største fritstående bjerg i Tanzania, Afrika. Ekspeditionen havde syv bjergbestigere, herunder Albertsen. Hun fuldførte bjergbestigningen to gange, første gang i juni 2000 og anden gang i november 2000. Albertsen beskrev bestræbelserne på at bestige toppen af det 5895 m høje bjerg, som oplevelser, der udfordrede hende "fysisk, følelsesmæssigt og intellektuelt." Hun dokumenterede bestigningen gennem skitser, malerier, fotografier og ved at filme sin egen dokumentarfilm.
Albertsen har haft nævneværdige optrædener som dommer i model og skønhedskonkurrencer. I 2005 var Albertsen en kendisdommer i Miss Universe-konkurrencen, der blev afholdt i Thailand. I 1994, var Albertsen kendisdommer i 1994 Elite Model Look World Final i Ibiza, Spanien. Mellem 1995 og 1999 var hun dommer i nationale Elite Model Look-konkurrencer i Danmark, Indonesien og Thailand.
I 2011 var Albertsen deltager i den danske version af tv-showet Masterchef, som fik de højeste seertal blandt alle de nationale Masterchef-franchiser i hele Europa.

## Velgørenhedsarbejde
Albertsen har fungeret som talsmand for flere velgørenhedsorganisationer der hjælper forladte børn, børn med HIV og AIDS, samt hjemløse. Hun fortsætter med at fungere som en goodwill-ambassadør for flere velgørenhedsorganisationer. Hun er hovedambassadør og talsmand for Life Project for Africa, en velgørenhedsorganisation, der har til formål at redde liv og gavne de fattige i Afrika gennem tjenester, der fremmer sundhed, tilbyder uddannelse, forsøger at eliminere fattigdom og giver husly til de hjemløse. Hun er ambassadør og talsmand for Lower Eastside Service Center (LESC), en velgørenhedsorganisation, der har til formål at give et fuldt kontinuum af behandling og pleje til newyorkere, der lider af kemisk afhængighed og psykiske problemer. Hun er fortaler for Pregnant Women and Infants Program, et program hos LESC, der blev oprettet for at imødekomme de uopfyldte behov hos gravide kvinder med opiatafhængighed. Hun er også fortaler for Bridge2Life, en gren af LESC, der har til formål at hjælpe børn i den indre by, hvis familier er på afvænning.

## Uddannelse
Mellem 2006 og 2010, samtidig med at hun arbejdede som model, læste Albertsen på deltid i New York City på National Academy School of Fine Arts, Hunter College, og City University of New York. Desuden gik hun på Parsons The New School for Design og Art Students League of New York.

## Privatliv
Albertsen går ind for en sund, velafbalanceret livsstil, der kombinerer fitness, skønhed, styrke og stil. Hun er en meget aktiv idrætsudøver. Blandt andet elsker hun at lave mad, male, bjergbestige, stå på vandski, løbe maraton, spille tennis og golf, og lave yoga.
Albertsen har tidligere været kæreste med Frederik Fetterlein, og i oktober 2012 fortalte hun om sin nye kæreste med navnet Prescott Maximillian Caballero, men de stoppede dating i januar 2014.
Hun er bosat i Manhattan i New York City.
Albertsen identificerer sig selv som kristen i den protestantiske tradition og bekender sig til respekt for alle religioner.

## References
1. ↑  "Heidi Albertsen". Elite Model Management Copenhagen. Arkiveret fra originalen 30. juli 2013. Hentet 3. februar 2013.
2. 1 2 3  "Feature Page of Heidi Albertsen". The Fashion Model Directory. Hentet 3. februar 2013.
3. 1 2 3 4 5 6 7 8  "Genoptage af Heidi Albertsen". Heidi Albertsen. Arkiveret fra originalen 28. december 2019. Hentet 3. februar 2013.
4. 1 2 3 4 5 6  "Supermodel Heidi Albertsen". Daily Single. 11. april 2011. Arkiveret fra originalen 30. august 2011. Hentet 3. februar 2013.
5. 1 2  "Chief Ambassador Heidi Albertsen". Life Project for Africa. Arkiveret fra originalen 22. september 2013. Hentet 3. februar 2013.
6. 1 2  "2009 Annual Report" (PDF). Lower Eastside Service Center. Arkiveret fra originalen (PDF) 6. januar 2014. Hentet 3. februar 2013.
7. 1 2  "LESC Annual Dinner and Silent Auction". Lower Eastside Service Center. Arkiveret fra originalen 6. januar 2014. Hentet 3. februar 2013.
8. 1 2  Malinowski, Mark "Scoop". "Biofile with Heidi Albertsen". The Writings of Author Scoop Malinowski. Arkiveret fra originalen 3. januar 2013. Hentet 3. februar 2013.
9. ↑  "Elite Model Look History". TV5. 3. februar 2012.
10. ↑  "Elite Model Look". Elite Model World. Arkiveret fra originalen 8. februar 2013. Hentet 3. februar 2013.
11. 1 2  Whipple, George (23. december 2009). "Chelsea Fundraiser Helps Support Those In Africa". NY1 News. Arkiveret fra originalen 30. januar 2013. Hentet 3. februar 2013.
12. ↑  Dorsey, Nicole (oktober 1999). "Body 2000". Fitness: 88-91.
13. ↑  "Celebrity". IMDB. Hentet 3. februar 2013.
14. ↑  "Kilimanjaro: To the Roof of Africa". IMDB. Hentet 3. februar 2013.
15. ↑  "Miss Universe 2005 Celebrity Panel of Judges". The Miss Universe Organization. 17. maj 2005. Hentet 3. februar 2013.
16. ↑  "Miss Universe 2005". IMDB. Hentet 3. februar 2013.
17. ↑  "Topmodel Heidi Albertsen". Masterchef. TV3 Denmark. Arkiveret fra originalen 5. november 2013. Hentet 3. februar 2013.
18. ↑  "Justine Simmons & Heidi Albertsen In Su Casa". Global Grind. 20. november 2009. Hentet 3. februar 2013.
19. ↑  Albertsen, Heidi (24. maj 2010). "Saving The Children". Global Grind. Hentet 3. februar 2013.
20. ↑  "Life Project for Africa Homepage". Life Project for Africa. Arkiveret fra originalen 5. maj 2013. Hentet 3. februar 2013.
21. ↑  "Pregnant Women and Infants Program". Lower Eastside Service Center. Arkiveret fra originalen 27. januar 2013. Hentet 3. februar 2013.
22. ↑  "Home Page of Bridge2Life". Bridge2Life Camp & Charles Evans Kids Club. Hentet 3. februar 2013.
23. ↑  Dansk babe scorer millionær, Ekstra Bladet, 27. oktober 2012